# Ilex bullata
Ilex bullata är en järneksväxtart som beskrevs av José Cuatrecasas. Ilex bullata ingår i släktet järnekar, och familjen järneksväxter. Inga underarter finns listade i Catalogue of Life.